# كمين قاعدتي الشعيرات والتياس الجويتين
كان كمين قاعدتي الشعيرات والتياس الجويتين هجوما مسلحا على قاعدة للقوات الجوية السورية في محافظة حمص بواسطة الجيش السوري الحر في 25 نوفمبر 2011، أثناء الانتفاضة السورية 2011–2012. بما أن الحكومة السورية حظرت الصحفيين الأجانب من دخول الدولة، فإن الموقع الدقيق للهجوم غير معروف، على الرغم من أنه يتعقد أنه كان في قاعدة جوية عسكرية في محافظة حمص بين حمص و‌تدمر، ربما في مطار عسكري في . وقتل عشرة من أفراد القوات الجوية السورية.

## الهجوم
في صبيحة يوم 25 نوفمبر 2011، هاجم أفراد من الجيش السوري الحر (منشقين من الجيش السوري النظامي)، حافلة كانت تقل طيارين وغيرهم من أفراد القوات الجوية. ويشير Scramble.nl إلى أن المواقع المحتملة للهجوم هي قاعدتي الشعيرات والتياس. قتل عشرة من أفراد القوات الجوية السورية، من بينهم "ستة طيارين عسكريين نخبة"، موظف تقني، وثلاثة موظفين آخرين في القاعدة.
اعترف الجيش السوري بأن الكمين قد وقع. وقال متحدث على شاشة اللفزيون الرسمي أن "مجموعة إرهابية مسلحة قامت بمؤامرة اغتيال شريرة استشهد فيها ستة طيارين، موظف تقني وثلاثة أفراد آخرين في قاعدة للقوات الجوية بين حمص وتدمر. وتوعد المتحدث بالانتقام وادعى أن الهجوم كان دليلا على تورط أجنبي في الانتفاضة.
وقد تبنى الهجوم الجيش السوري الحر الذي ادعى مقتل سبعة طيارين عسكريين في الكمين.